# IC 3424
IC 3424 је лентикуларна галаксија у сазвјежђу Береникина коса која се налази на листи објеката дубоког неба у Индекс каталогу.
Деклинација објекта је + 24° 24' 30" а ректасцензија 12h 29m 45,0s. Привидна величина (магнитуда) објекта IC 3424 износи 15,8 а фотографска магнитуда 16,8.